# Base aérienne de Stryï
La base aérienne de Stryï  (ukrainien : Стрийський аеродром) est une base située près de la ville de Stryï, dans l'oblast de Lviv, en Ukraine.

## Histoire
La base accueillait le 179e régiment d'aviation et la 204e division d'aviation formée des 260e et 175e régiments de bombardiers, régiments soviétiques équipés de Tu-4. Le 260e était équipé de TU-16 en 1960 jusqu'à 1980. En 1972 il prenait la variante TU-16K et passait en 1989 sur Tupolev Tu-22M. Le 179e régiment était équipé de MiG-15, MiG-17, MiG-23, Yakovlev Yak-25 et Soukhoï Su-9.

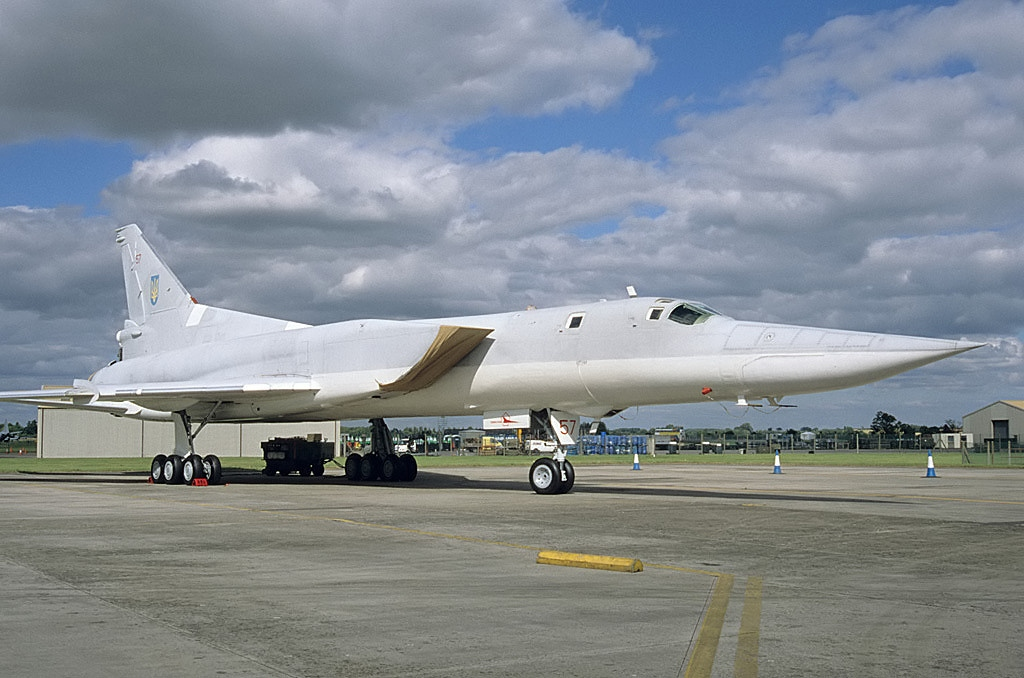
Un Tu-22 ukrainien en 1998.

Elle passait en 1992 à la Force aérienne ukrainienne. En 1999 la base recevait sa certification et entrait parmi les aérodromes d'Ukraine. Elle commençait à être démantelée en 2009. mais les autorités locales ne désespèrent pas de l'ouvrir à nouveau.